# Elena da Persico
Elena da Persico (ur. 17 lipca 1869 w Affi k. Werony  – zm. 28 czerwca 1948 w Affi) – włoska Czcigodna Służebnica Boża Kościoła katolickiego, założycielka Świeckiego Instytutu Córek Królowej Apostołów (Istituto Figlie della Regina degli Apostoli), dziennikarka, redaktorka pierwszego włoskiego czasopisma dla kobiet, pt. Azione Muliebre.

## Życiorys
Elena da Persico urodziła się 17 lipca 1869 r. jako najstarsza córka hrabiego Karola III da Persico i hrabiny Marii Barbavary di Gravellona. Z powodu problemów finansowych w 1878 r. rodzina Eleny przeniosła się do Mediolanu, gdzie jej ojciec znalazł pracę, ale zmarł 4 lata później. Elena zdobyła wykształcenie nauczycielki (szkoły podstawowej i języka francuskiego), ale nie pracowała w zawodzie, tylko została dziennikarką. W 1904 r. poświęciła swoje życie Bogu i zaangażowała się w działalność społeczną. Jeszcze w tym samym roku założyła czasopismo dla kobiet pt. Azione Muliebre, którego celem było formowanie i stymulowanie kobiet do aktywności społecznej.  Od 1909 r. współpracowała z bł. Giuseppe Toniolo, który pomógł jej w założeniu Świeckiego Instytutu Córek Królowej Apostołów. Został on formalnie zatwierdzony przez Stolicę Apostolską w 1947 r. Elena zmarła 28 czerwca 1948 r. Papież Franciszek ogłosił ją Czcigodną  Służebnicą Bożą 8 lipca 2014 r.